# Nanteuil-le-Haudouin
Nanteuil-le-Haudouin is een gemeente in Frankrijk. Nanteuil-le-Haudouin telde op 1 januari 2022 4.274 inwoners.
Er heeft tot 1794 een kasteel, een landhuis gestaan, maar dat werd toen op last van de leiders van Franse Revolutie afgebroken. Het behoorde aan Lodewijk V Jozef van Bourbon-Condé toe. Geëmigreerde Fransen moesten op straffe van de dood en onteigening van hun bezittingen voor 1792 naar Frankrijk zijn teruggekeerd. Hij deed dat niet, hij kwam pas in 1812 weer terug, dus werd zijn kasteel afgebroken.
Er ligt een station in Nanteuil-le-Haudouin. De eerste treinen reden daar op 31 augustus 1861.

## Geografie
De oppervlakte van Nanteuil-le-Haudouin bedroeg op 1 januari 2022 20,95 vierkante kilometer; de bevolkingsdichtheid was toen 204 inwoners per km².

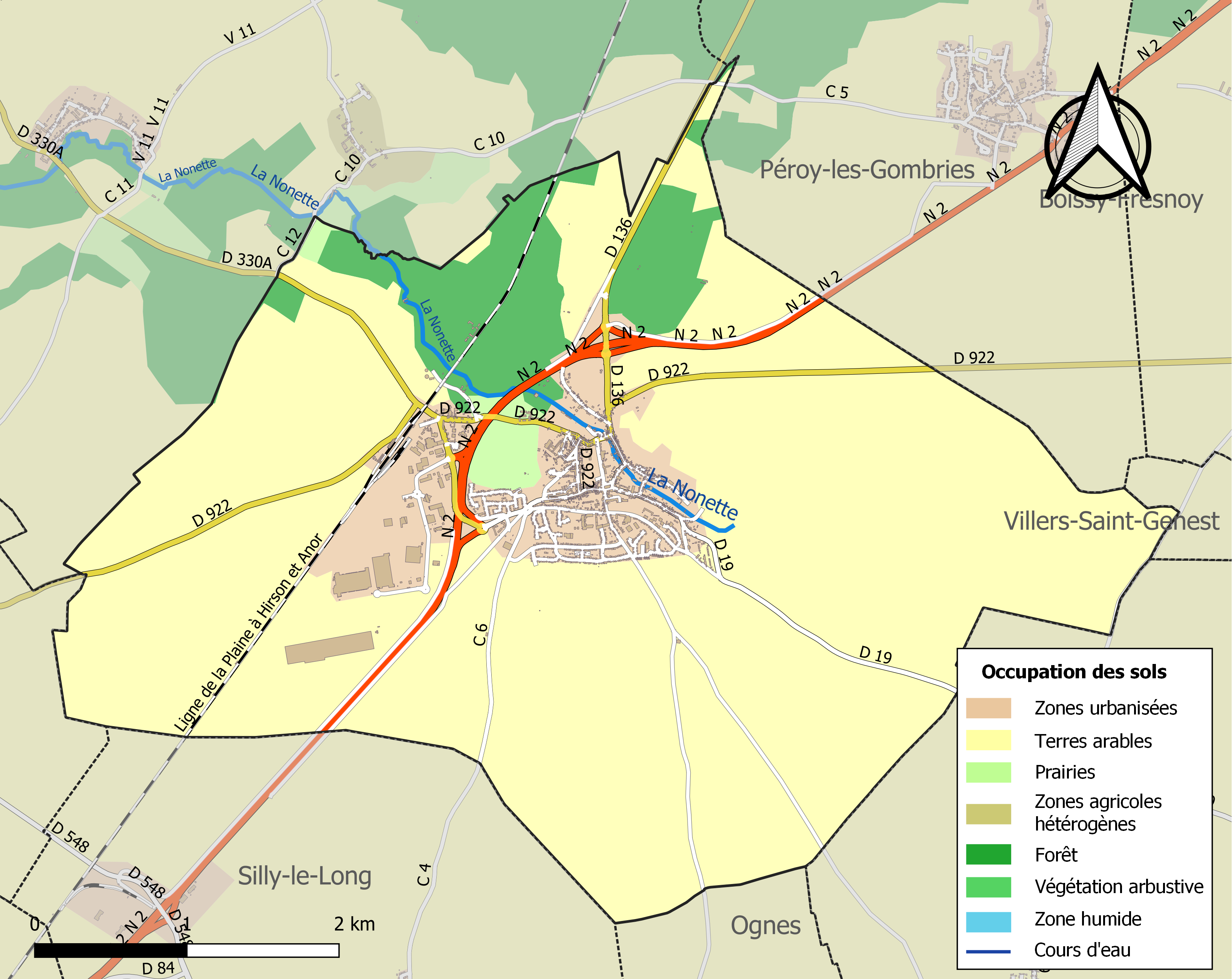
Kaart van de gemeente met belangrijkste infrastructuur, bodemgebruik en omliggende gemeenten

## Demografie
Onderstaande figuur toont het verloop van het inwonertal, bron: INSEE-tellingen. 

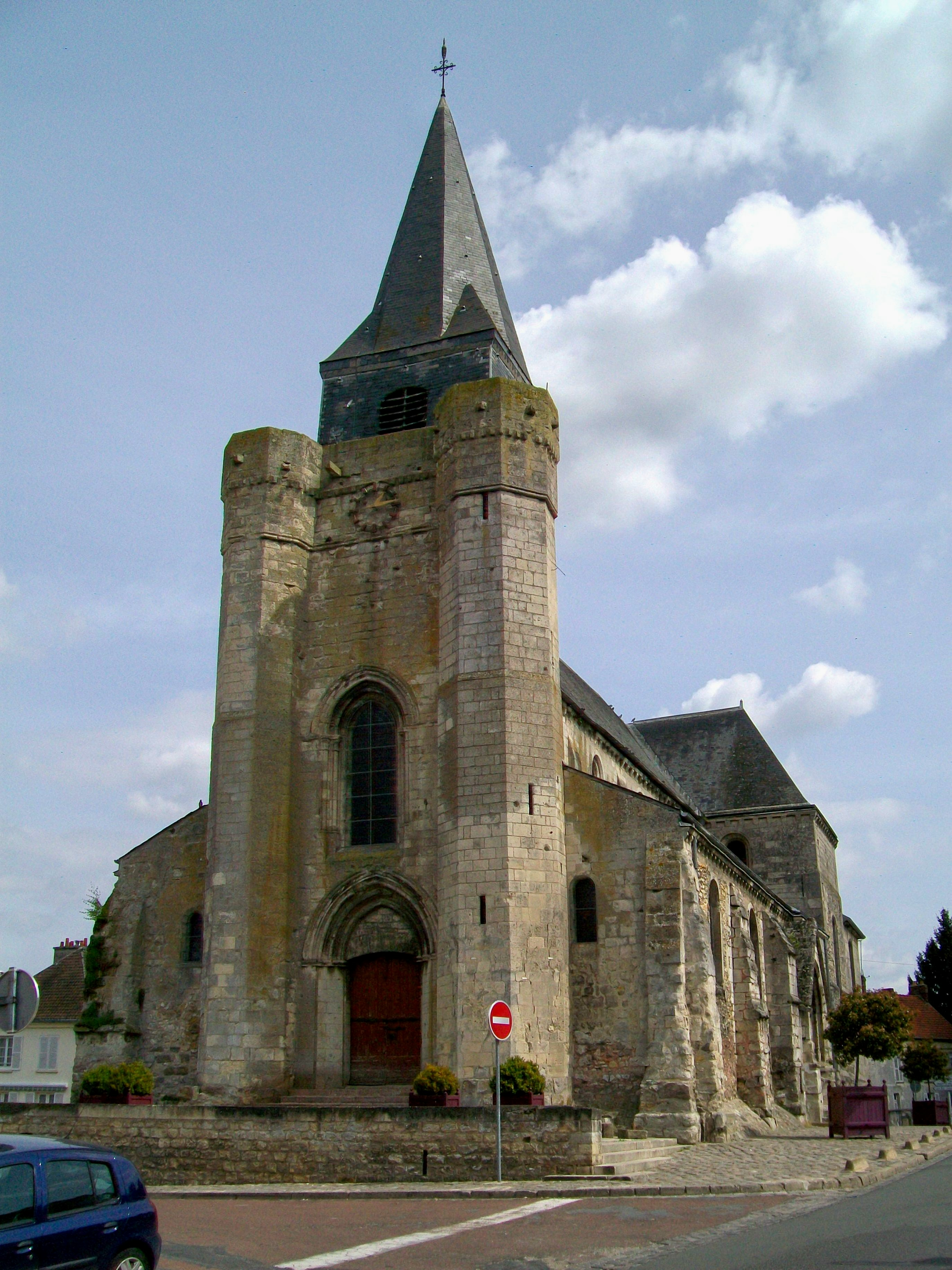
Kerk van Nanteuil-le-Haudouin

## Websites
- (fr)  Statistische informatie op de website van INSEE